# Podhale-Schützen

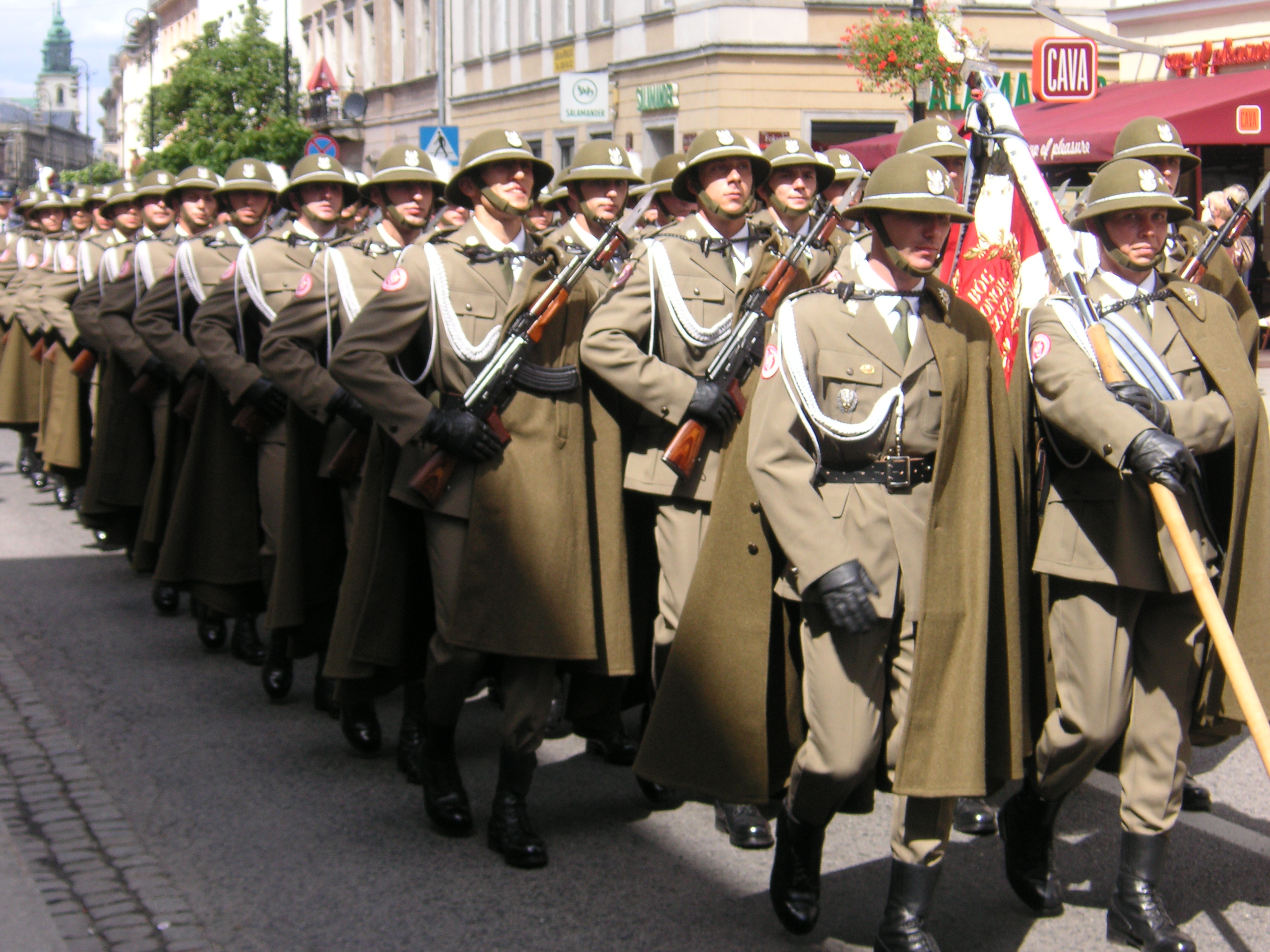
21. Podhale-Schützen-Brigade, Warschau (2006)

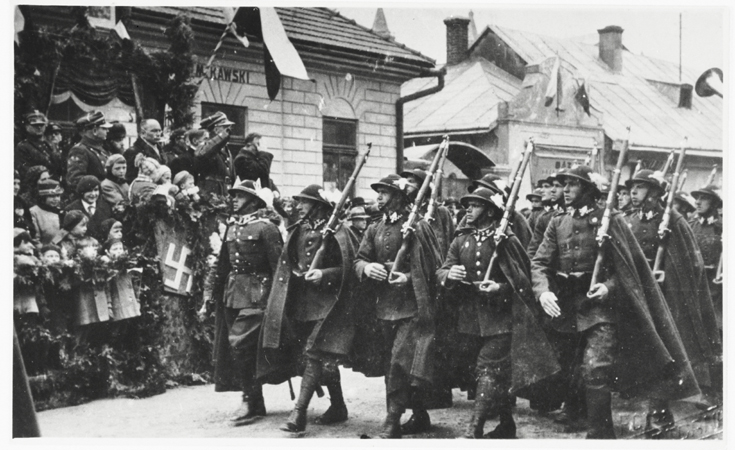
2. Podhale-Schützen-Regiment, Sanok (1936)

Podhale-Schützen (polnisch: Strzelcy podhalańscy) ist der Name der polnischen Gebirgsjäger.
Gegründet wurden die Einheiten 1918 aus Freiwilligen aus der Region Podhale als Eliteeinheiten der polnischen Streitkräfte. Nach der Niederlage Polens im September 1939 wurden sie 1940 in Frankreich neu aufgestellt. Anfang 1940 nahmen sie an der Schlacht um Narvik teil. Nach der Niederlage Frankreichs zogen sich Teile der Einheit nach England zurück, andere schlossen sich der französischen Résistance an. Die Tradition der Podhale-Schützen wird heute von der 21. Podhale-Schützen-Brigade des heutigen polnisches Heeres fortgeführt.
Bis 1945 führten die Podhale-Schützen das Goralenkreuz, eine Swastika, welche in dieser Region als traditionelles Symbol gilt. Aktuell führen sie das Edelweißabzeichen der k.k. Kaiserschützen (die Tradition der polnischen Landstreitkräfte war und ist teilweise noch heute geprägt durch die k.u.k. Armee, aus deren Reihen die meisten der Gründer der polnischen Armee 1918 kamen) wie auch die Gebirgsjäger der deutschen Bundeswehr und die Alpenjäger des österreichischen Bundesheeres.

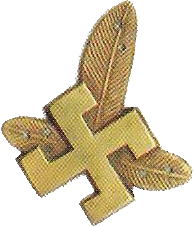
Das Goralenkreuz (bis 1945)
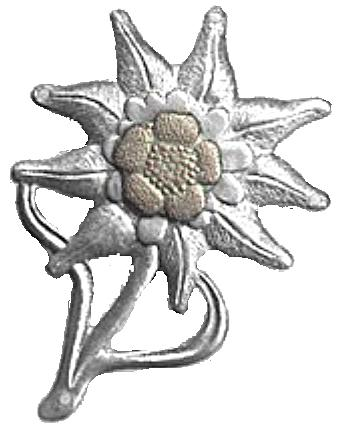
Das Edelweiss (modern)